# أعزب (اسم)
أعزب هو اسم علم مذكر من أصل عربي، ومعناه هو من ليس له أهل من رجال ونساء غير متزوج، والعامة سمت به على صيغة اسم الفاعل وصوابه عزب وأعزب.

## وصلات خارجية
- موسوعة السلطان قابوس لأسماء العرب